# Al centro de la ciudad
Al centro de la ciudad es el tercer álbum de estudio lanzado por el cantante / compositor colombiano  Carlos Vives, publicado el 6 de junio de 1989,Vives era más conocido como estrella de telenovelas en el momento de su lanzamiento. Es su último álbum de baladas románticas. A pesar de su popularidad con canciones ("Aventurera", "Te Extrañare") por las actuaciones de Aventurera y la Otra.
El álbum sigue siendo ignorado por el público, haciendo de esta una pieza de colección para los fanáticos. La foto de la carátula se tomó en la Avenida Jiménez con carrera octava, en el centro histórico de Bogotá.

## Descripción
En 1989, "Al Centro de la Ciudad", fue lanzado, coincidiendo con uno de los años más ocupados en la actuación de Vives. Junto con el éxito en dos papeles principales, "La Conciencia de Lucía" y "LP - Loca Pasión", Vives encontraría fama en Puerto Rico, conociendo a su segunda esposa (y madre de sus dos hijos), la actriz Herlinda Gómez. El éxito fuera de Colombia sería el primer paso de la creciente carrera musical de Vives.
Con nueve canciones, una de las cuales "Me Estoy Muriendo de Amor", fue grabada nuevamente de Por Fuera y Por Dentro; el álbum fue escrito en su mayoría por el productor italo-venezolano Pablo Manavello y el propio Vives. El álbum difería poco de los lanzamientos anteriores de Vives, con un toque de influencia rock. Al igual que sus predecesoras, las canciones son baladas románticas con una notable producción de los años 80; cajas de ritmos, guitarras y un montón de sintetizador. Comenzando con la pista de apertura, "Aventurera", la canción, que comparte el mismo nombre de la producción de Puerto Rico, Vives protagonizó, se le dio un amplio juego en la radio y la televisión. Otras canciones notables incluyen "Te extrañare", y Ricardo Montaner (Ricardo Montaner) - escrito "Casi un hechizo" (que era un hechizo). El álbum se cierra con una canción original de Vives "Canción de Amor Eterno", la única variación del sonido del álbum.
Aunque el álbum no contendría grandes éxitos, sería su primer disco crossover internacional. Lo que es más, la carrera de actuación de Vives fuera de Colombia daría sus frutos; la canción del título de su álbum de No Podrás Escapar de Mí haría una entrada tardía de la carta en el # 30 en la Billboard Hot Latin Charts, marcando el primer éxito de Vives . Aparte del éxito temprano de la carta, "Al Centro de la Ciudad" dio a Vives su primer reconocimiento en la música El "Premio Aires" de la compañía Coca-Cola en 1989.
En la parte posterior del álbum dice Vives esto:

"Ella me enseñó el miedo y la tranquilidad,me demostró que en la niebla también habita la ternura."

Me dió una identidad hecha de retazos, pero mía.Unos buenos amigos que sueñan con alcanzar las estrellas, pero que no me olvidan. Ella me dió una familia y una mujer."

Ella es "Bogotá." 

Carlos Vives

## Lista de canciones
| Al Centro De La Ciudad |                             |                                   |          |  |
| N.º                    | Título                      | Escritor(es)                      | Duración |  |
| 1.                     | «Aventurera»                | Carlos Vives                      | 4:20     |  |
| 2.                     | «Te Extrañaré»              | Pablo Manavello                   | 4:20     |  |
| 3.                     | «Por Ti Me Casaré»          | Eros Ramazzotti                   | 4:02     |  |
| 4.                     | «Me Estoy Muriendo De Amor» | Fernando Garavito                 | 3:47     |  |
| 5.                     | «Casi Un Hechizo»           | Ricardo Montaner, Pablo Manavello | 3:18     |  |
| 6.                     | «Tonta Audaz»               | Pablo Manavello                   | 3:49     |  |
| 7.                     | «Simplemente Un Corazón»    | Pablo Manavello                   | 4:02     |  |
| 8.                     | «Al Centro De La Ciudad»    | Carlos Vives                      | 3:55     |  |
| 9.                     | «Canción de Amor Eterno»    | Carlos Vives                      | 1:51     |  |